# Il cavaliere nell'armatura arrugginita
Il cavaliere nell'armatura arrugginita (The Knight in Rusty Armor) è un romanzo breve fantasy del 1989 scritto dallo statunitense Robert Fisher. È stato pubblicato in Italia da BIS Edizioni nel novembre 2007.

## Trama
Il romanzo è ambientato in un Medioevo fantastico, popolato da draghi, maghi e animali parlanti. Il protagonista è un cavaliere (di cui non si conosce il nome) che credeva di essere coraggioso, buono ed altruista. Aiutava le fanciulle in difficoltà, intraprendeva qualsiasi tipo di battaglia per aiutare il re e non passava un attimo che egli si fermasse a parlare con la moglie Juliet o il figlio Cristopher. Era talmente affezionato alla sua armatura dorata al punto di non toglierla mai, neanche per dormire. Quando poi tentò di levarsela, rimase intrappolato dentro di essa.
Così iniziò un lungo viaggio alla ricerca di qualcuno che lo aiutasse a disfarsi della sua armatura. Questo qualcuno fu Mago Merlino, il maestro di Re Artù, che cominciò ad insegnare al Cavaliere come amare se stessi e gli altri in modo puro, senza paura di ricevere delusioni.

## Edizioni
- Robert Fisher, Il cavaliere nell'armatura arrugginita, BIS Edizioni (Blu International Studio), 2007,  p. 96.